# Flottsjön (Hanebo socken, Hälsingland)
Flottsjön är en sjö i Bollnäs kommun i Hälsingland och ingår i Hamrångeåns huvudavrinningsområde. Sjön är 14 meter djup, har en yta på 0,344 kvadratkilometer och är belägen 295,2 meter över havet.

## Delavrinningsområde
Flottsjön ingår i det delavrinningsområde (677631-153859) som SMHI kallar för Inloppet i Gäddtjärn. Medelhöjden är 301 meter över havet och ytan är 5,29 kvadratkilometer. Det finns inga avrinningsområden uppströms utan avrinningsområdet är högsta punkten. Vattendraget som avvattnar avrinningsområdet har biflödesordning 2, vilket innebär att vattnet flödar genom totalt 2 vattendrag innan det når havet efter 54 kilometer. Avrinningsområdet består mestadels av skog (79 procent). Avrinningsområdet har 0,83 kvadratkilometer vattenytor vilket ger det en sjöprocent på 15,6 procent.